# Mælkekarton
 Der er for få eller ingen kildehenvisninger i denne artikel, hvilket er et problem. Du kan hjælpe ved at angive troværdige kilder til de påstande, som fremføres i artiklen.
 Denne artikel omhandler overvejende eller alene danske forhold. Hjælp gerne med at gøre artiklen mere almen.
En mælkekarton er en beholder som benyttes til mælk. Mælkekartoner blev indført i Danmark i 1960'erne, og erstattede fuldstændig den tidligere benyttede mælkeflaske i 1971 i forbindelse med salget af mælk blev liberaliseret og ikke længere kun kunne sælges af mejeriudsalg/ismejerier.
Det var en dansker, opfinderen Carl Hartmann, som fik idéen til at benytte papir til opbevaring af mælk. Han tog i 1929 patent på en emballage af tykt papir som var paraffineret på indersiden så den kunne holde tæt. De mælkekartoner der benyttes i dag er dog en amerikansk version fra 1936, de såkaldte Pure Pak gavltopkartoner.
Mælkekartonerne har farve efter hvilket produkt de indeholder. Farvekoden blev indført af mejerierne i 1964, og blev dengang benyttet på mælkeflaskernes låg. Farverne er:
- Mørkeblå for sødmælk
- Lyseblå for letmælk
- Lys gråblå for minimælk
- Grå for skummetmælk
- Grøn for kærnemælk
- Rød for piskefløde
- Orange for kaffefløde
- Lilla for madlavningsfløde
- Brun for kakaomælk

Mælkekartoner benyttes til alle former for mælkeprodukter, og således også produkter som ymer, yoghurt og creme fraiche. De findes i flere størrelser beregnet til at indeholde en kvart, en halv og en hel liter mælk. Der har gennem årene været eksperimenteret med kartoner på både 1½ og 2 liter, men de slog ikke rigtig igennem.
I starten af 1980'erne benyttede man mælkekartoner i USA til at efterlyse forsvundne børn, anvendelsen aftog med de fremvoksende sociale medier og systemer som Amber alert.